# Christian Picquet
Pour les articles homonymes, voir Picquet.
Christian Picquet, né en 1952 à Paris, est un homme politique français, membre du Parti communiste français.
Membre du bureau politique de la Ligue communiste révolutionnaire (LCR) jusqu'à son autodissolution, ancien rédacteur en chef de l'hebdomadaire de cette dernière, Rouge, président de l'association Unir (liée au courant minoritaire de la LCR), il refuse de rejoindre le Nouveau Parti anticapitaliste à sa création et fonde la Gauche unitaire (GU), organisation membre du Front de gauche, dont il est porte-parole jusqu'au 8 septembre 2015, date à laquelle la GU se dissout dans le Parti communiste français, dont Christian Picquet intègre le comité exécutif national.

## Biographie

### Enfance et jeunesse
Fils unique d'un cadre salarié dans une banque et d'une secrétaire, Christian Picquet grandit à Montmartre.
Dans les années soixante, il est membre de l'Hashomer Hatzaïr, mouvement de jeunesse sioniste de gauche, puis des comités d’action lycéens (CAL). Il quitte la Jeunesse communiste à l’issue du mouvement de Mai 68 et adhère au courant qui deviendra par la suite la Ligue communiste, puis la Ligue communiste révolutionnaire (LCR).
En 1971, il participe à la construction de l’organisation communiste Révolution ! (en rupture avec l’orientation de l’époque de la Ligue communiste), puis de l’Organisation communiste des travailleurs (OCT), dont il devient membre du bureau politique et permanent en 1977, jusqu'en 1979.

### Au sein de la Ligue communiste révolutionnaire
En 1980, il rejoint la LCR et entre comme permanent à la rédaction de Rouge, qu'il anime jusqu’à la disparition de l’hebdomadaire, en février 2009. En 1984, il intègre le bureau politique de la LCR, au sein duquel il restera jusqu'à son autodissolution dans le Nouveau Parti anticapitaliste, en février 2009. Pendant cette période, il est l'un des principaux dirigeants de la LCR, majoritaire jusqu'en 1999 puis minoritaire jusqu'à la dissolution de la LCR.  
Avec la LCR, il participe à la campagne de Pierre Juquin, ancien dirigeant du Parti communiste français (PCF), pour l’élection présidentielle de 1988. Il contribue ensuite, en 1995, à nouer entre la LCR et le PCF des relations officielles, jusqu’alors inexistantes. 
Au Xe congrès de la LCR en 1991, il soutient une nouvelle orientation (majoritaire) : dans le contexte de la chute du Mur de Berlin, à « époque nouvelle », doit correspondre un nouveau projet et un nouveau parti, large et pluraliste, rassemblant l’ensemble des forces, courants et militants qui refusent d’accepter l’ordre libéral et capitaliste pour faire avancer la perspective d’un socialisme démocratique.
À la même époque, il s'investit avec la LCR dans le collectif unitaire contre la première Guerre du Golfe, puis dans la campagne pour le « non » de gauche au traité de Maastricht, en 1992.
Il prend part ensuite au mouvement « Refondations », puis à la création de la Convention pour une alternative progressiste (CAP), regroupement confédéral de plusieurs mouvements de la gauche antilibérale, auquel participe la LCR, où il côtoie des personnalités issues du PCF, tels Gilbert Wasserman, Marcel Rigout ou Charles Fiterman. L’expérience prend fin en décembre 1995.
À partir de 1997, il s'investit dans plusieurs collectifs unitaires : le « Comité de vigilance contre l’extrême droite », qui rassemble l’ensemble de la gauche et le mouvement associatif, un appel contre le traité d’Amsterdam aboutissant à un meeting aux côtés de Patrick Braouezec (des refondateurs communistes), Pierre Blotin (du PCF) et Marie-Noëlle Lienemann (de la Gauche socialiste), un collectif unitaire « contre la guerre et l’épuration ethnique qui ravagent l’ex-Yougoslavie ».
Après de longues années comme dirigeant majoritaire de la LCR, il est alors mis en minorité au sein de son parti en 1999. Ce renversement de majorité voit la LCR revoir ses stratégies d'alliances, aboutissant à la campagne commune avec Lutte ouvrière aux élections européennes de 1999 (5,18 % et deux élus pour la LCR), puis à la candidature Olivier Besancenot à l'élection présidentielle de 2002 trois ans plus tard.
Il participe aux campagnes électorales de la LCR, comme tête de liste « Paris 100 % à gauche » dans le Xe arrondissement lors des municipales de 2001, puis aux législatives en 2002, ainsi qu'à la direction de la campagne d'Olivier Besancenot aux présidentielles, où il s'occupe notamment de ses spots audiovisuels.
Il est le coordinateur jusqu'en 2007 du « Collectif national pour une paix juste et durable entre Palestiniens et Israéliens ». Il participe à plusieurs appels sur le sujet : « Une autre voix juive » en 2003 et l’appel « Des Juifs contre l’offensive meurtrière d’Israël » en 2006). Avec la LCR, il participe également a un collectif contre la seconde guerre d'Irak en 2003, à l’un des premiers fauchages d’OGM, en juillet 2005, près de Toulouse, aux côtés de Noël Mamère, José Bové, François Simon et Gilles Lemaire.
Parallèlement à sa mise en minorité dans la LCR, Christian Picquet continue à défendre ses orientations stratégiques de 1991, et participe après le mouvement social de 2003 aux réunions dites « Ramulaud ». À la même époque, ayant publié La République dans la tourmente, il entame un dialogue public avec Jean-Luc Mélenchon sur le rapport entre la République et le socialisme, aboutissant à un débat public à Montreuil, en janvier 2004.
Il s'oppose au sein de la direction de la LCR à l’alliance entre la Ligue communiste révolutionnaire et Lutte ouvrière en vue des élections régionales et européennes de 2004, refusant une ligne de « pôle des révolutionnaires » et défendant la nécessité de s’adresser plus largement à d’autres secteurs de gauche disponibles à la construction d’une alternative antilibérale et anticapitaliste. Il s’oppose également à ce que la coalition LCR-LO n'appelle pas clairement à voter pour le Parti socialiste pour battre l’Union pour un mouvement populaire (UMP) et le Front national au second tour des régionales. La plate-forme qu’il défend regroupe 29,33 % des voix au XVe congrès de la LCR (30 octobre-2 novembre 2003).
Avec des personnalités comme Claude Debons, Marc Dolez ou Yves Salesse, il est l’un des rédacteurs de l’Appel des 200 en faveur d’un « non » de gauche au référendum sur le traité constitutionnel européen. Il participe à la campagne des collectifs du 29 Mai et à la rédaction de la « Charte pour une alternative au libéralisme ».
Il signe ensuite l’appel à des candidatures antilibérales uniques à la présidentielle et aux législatives 2007. À la même époque, toujours partisan d’un parti large et pluraliste, regroupant toutes les composantes de la gauche antilibérale, il contribue à la constitution de l'association Unir dans la LCR. À la conférence nationale de juin 2006, 40 % des militantes et militants de celle-ci se prononcent en faveur de l’unité de candidatures, à gauche du PS, pour 2007. En septembre, il s’engage dans les collectifs unitaires, aux côtés des courants et organisations favorables à des candidatures de rassemblement, dont il est l’un des porte-parole jusqu’à l’échec de cette tentative, en décembre 2006.
Il appelle finalement à voter en faveur du candidat de son organisation, Olivier Besancenot, tout en poursuivant son « combat » au sein l’association Unir. Avec Clémentine Autain, Éric Coquerel, Claude Debons, Marc Dolez, François Labroille, Claude Michel, Roger Martelli, José Tovar et Catherine Tricot, il lance le club « Maintenant à gauche », afin de maintenir la perspective du rassemblement de la gauche antilibérale et d’une nouvelle force politique pour l’incarner.
En mars 2008, la direction de la LCR annonce sa décision de mettre fin au statut de permanent dont Christian Picquet bénéficiait depuis vingt-huit ans pour ses fonctions au secrétariat du bureau politique, dont il n'assurait plus la charge. Ce dernier, chef de file de la tendance minoritaire (14 % au dernier congrès), s'oppose à la stratégie de construction du nouveau parti anticapitaliste, lui préférant un grand parti antilibéral allant de la gauche du Parti socialiste à Lutte ouvrière et ce en négociant avec les différentes directions des partis.

### Fondation de Gauche unitaire
Dès mai 2008, Christian Picquet est signataire de l’appel de Politis, « L’alternative à gauche, organisons-la ». Il figure également, en novembre, au nombre des initiateurs de l’« Appel pour une autre Europe », en faveur de listes de rassemblement aux élections européennes du 7 juin 2009.
Avec la minorité de la LCR, il s'oppose à la construction du Nouveau Parti anticapitaliste, dont la majorité de direction de la LCR a décidé le lancement, considérant qu'il ne peut être qu'un premier pas dans le rassemblement de toute la « gauche de transformation ». 
La participation au Front de gauche avec le PCF et le PG étant rejetée par 183 voix contre 7 lors du premier conseil politique national (CPN) du NPA, il décide en compagnie d’Alain Faradji, Céline Malaisé et Francis Sitel, de créer Gauche unitaire afin de rejoindre le Front de gauche.
Cette annonce, à une semaine de l'assemblée générale d'Unir, conduit à la dissolution de l'association Unir et à sa scission autour de deux orientations distinctes : l'une reste dans le processus de construction du NPA pour y constituer un courant interne, Convergences et alternative, l'autre part à Gauche unitaire derrière Christian Picquet, qui obtient alors la troisième place sur la liste Île-de-France du Front de gauche. Il devient l'un des porte-parole de la Gauche Unitaire et du Front de gauche. 
Lors des élections régionales de 2010, il est tête de liste du Front de Gauche dans la région Midi-Pyrénées. Arrivée cinquième à l'issue du premier tour, avec seulement 6,91%, la liste fusionne avec les socialistes et les écologistes. Au second tour, la liste de Christian Picquet remporte sept sièges et il devient donc conseiller régional pendant cinq ans.

### Adhésion au PCF
Le 8 septembre 2015, la Gauche unitaire vote son autodissolution dans le PCF. À cette occasion, Christian Picquet adhère au PCF et devient membre du comité exécutif national de ce parti,.

## Publications
- Fascismes, un siècle mis en abîme, ouvrage collectif, Éditions Syllepse, coll. « Mauvais Temps », 2000
- La République dans la tourmente, Éditions Syllepse, 2003
- Quelle VIe République ?, ouvrage collectif, Le Temps des cerises, 2007
- Le Trotsko et la Coco, entretiens avec Marie-Pierre Vieu par Sylvia Zappi, Éditions Arcane 17, 2010 [présentation en ligne]
- François, Jean-Marc, Martine, qu'allons-nous faire de notre victoire ?, Éditions Arcane 17, 2012

Christian Picquet a également publié des articles dans diverses revues : Inprecor, Quatrième Internationale, Mauvais temps, les Cahiers du radicalisme, Témoin, Futurs, Le Sarkophage, Critique communiste ou Utopie critique.